# Vladímir Ognovenko
Vladímir Mikhàilovitx Ognovenko, rus: Влади́мир Миха́йлович Огновенко (nascut el 27 de febrer de 1947 a Kartalí, óblast de Txeliàbinsk), és un cantant d'òpera soviètic i rus (baix), guardonat amb el títol d'Artista del Poble de Rússia (1997).

## Biografia
El 1972 es va graduar al Conservatori Estatal Mussorgski dels Urals (mestre Ivan Semenov). Entre 1970 i 1984 fou solista del Teatre d'Òpera i Ballet de Iekaterinburg. Entre 1984 i 1989 fou solista del Teatre Mikhaïlovski (Leningrad). Des de 1989 és solista del Teatre Mariïnski.

## Creativitat
Ha actuat als principals escenaris operístics del món (La Scala, la Metropolitan Opera, l'Òpera Nacional de París, l'Òpera de Viena, el Gran Teatre del Liceu, el Teatre Municipal de Bolonya, el Théâtre du Chatelet, la San Francisco Opera, Òpera de Chicago, la Houston Grand Opera, la Seattle Opera) i en els principals festivals (Maggio Musicale Fiorentino, Festival d'Ais de Provença i Festival Internacional d'Òpera F. I. Xaliapin).
Les temporades 2006-2007, 2009-2010, 2013-2014 i 2018-2019 va actuar al Gran Teatre del Liceu de Barcelona.
El seu repertori inclou més de 70 personatges.

### Repertori operístic
- Ruslan; Farlaf; Svetozar "Ruslan i Liudmila" de M. I. Glinka
- Borís Godunov; Varlaam - "Borís Godunov" de M. P. Mússorgski
- Ivan Khovansky; Dossifei - "Khovànsxina" de M. P. Mússorgski
- Aminakar - "Salammbô" de M. P. Mússorgski
- Príncep Galitski - "El príncep Ígor" d'A. P. Borodín
- Gremin - "Eugeni Oneguin" de P. I. Txaikovski
- Txub- "Les sabatilles" de P. I. Txaikovski
- Príncep Viàzminski - "L'oprítxnik" de P. I. Txaikovski
- Ivan el Terrible - "La donzella de Pskov" de N. A. Rimski-Kórsakov
- Hoste de Varàngia; "Duda" - "Sadkó" de N. A. Rimski-Kórsakov
- Sobakin- "La núvia del tsar" de N. A. Rimski-Kórsakov
- Burundai  - "La llegenda de la ciutat invisible de Kítej" de N. A. Rimski-Kórsakov
- Tempesta Bogatir - "Kasxei l'immortal" de N. A. Rimski-Kórsakov
- Borís Timoféievitx- "Lady Macbeth de Mtsensk" de D. D. Xostakóvitx
- Ivan Iakovlévitx - "Nos" de D. D. Xostakóvitx
- Nikolai Bolkonski; Kutúzov  - Guerra i pau "S. S. Prokófiev
- Inquisidor - "L'àngel de foc" de S. S. Prokófiev
- Tchélio - "L'amor de les tres taronges" de S. S. Prokófiev
- General - "El jugador" de S. S. Prokófiev
- Comandant - "Don Giovanni" V. A. Mozart
- Don Basilio - "El barber de Sevilla" de Gioachino Rossini
- Mefistòfil - "Faust" de Charles Gounod
- Ramfis - "Aida" G.Verdi
- Felip II - "Don Carlos" de G. Verdi
- Dikoj- "Kàtia Kabànova" de Leoš Janáček

## Premis i reconeixements
- Artista d'Honor de la RSFSR (19 de setembre de 1979)
- Artista del Poble de Rússia (22 de gener de 1997)
- Dos premis Grammy - pels enregistraments de El príncep Ígor i Ruslan i Liudmila.